# 해동항
해동항은 전라남도 완도군 약산면 해동리에 있는 어항이다. 1972년 3월 7일 지방어항으로 지정하여 관리하고 있다. 시설관리자는 완도군수이다.

## 어항 시설
- 선착장(1) 130m, 물양장(1) 44m, 방파제(1) 91m

## 주요 어종
- 멸치